# 100% Lucha
100% Lucha fue un programa de lucha libre profesional que se emitió en Argentina por el canal Telefe y por su señal internacional, desde el 2006 hasta el 2010. Era conducido por Leo Montero, y contaba con relatos y comentarios de Eduardo Husni y Osvaldo Príncipi.[cita requerida] Su primera emisión fue el 1 de enero de 2006 y la última, el 5 de diciembre de 2010.
A comienzos de 2011 se planeaba una sexta temporada y una tercera película, sin embargo, estos proyectos comenzaron a peligrar tras la renuncia de Leo Montero a la conducción del programa y que cualquiera abandone el ciclo. En abril, asumió Tomás Yankelevich como productor general de Telefé y decidió cancelarlo definitivamente.
El sitio web oficial de 100% Lucha desapareció el 16 de septiembre de 2013.

## Personal de 100% Lucha

#### Luchadores de 100% Lucha
| Origen | Nombre                            | Nombre real                                            | Notas |
| ------ | --------------------------------- | ------------------------------------------------------ | --- |
|        | Amundamón                         | Oscar "Negro" Zapata                                   | |
|        | Babosón                           | Mariano Sgallini                                       | |
|        | Balut Cuniescu                    | Gerardo Rodríguez                                      | Campeón de 100% Lucha, Campeón de Duplas de 100% Lucha                                                                                           |
|        | Beto Segovia                      | Alberto "Beto" Rodríguez                               | |
|        | Boca de Lata                      | Víctor Manuel Ibáñez                                   | |
|        | Burro Santillana                  | Marcelo Escobedo                                       | |
|        | Cara de Máscara                   | Willy Moreno Gracia / Javier Guerrero                  | Desafío Lucha con Pincel. Javier Guerrero fue su intérprete principal, mientras que Willy García lo interpretaba en reemplazos.                  |
|        | Chucho Baigorria                  | Fabián González †                                      | |
|        | Chulo                             | Oscar Arismendi †                                      | |
|        | Delivery Boy (Brian Sánchez)      | Paulo Giardina                                         | Campeón de Duplas de 100% Lucha |
|        | Dimitri Kazov                     | Ariel Casariego                                        | |
|        | Doctor Calambre (Arturo Mardalis) | Martín Iriarte / Gabriel Emmanuelli                    | Martín Iriarte lo interpretó en el primer torneo, Gabriel Emmanueli en el segundo y tercero.                                                     |
|        | Dorival Santos                    | Robson Santos                                          | |
|        | El Primo                          | Alberto Fernández                                      | Campeón de 100% Lucha |
|        | El Pibe Alfajor                   | Ariel Tocci                                            | |
|        | Fabrizzio Delmónico               | Carlos (Apellido Desconocido)                          | |
|        | Felino                            | Cristian Arismendi                                     | |
|        | Fiscal Brunetti                   | Desconocido                                            | |
|        | Fulgencio Mejía                   | Omar López                                             | |
|        | Gorutta Jones                     | Sergio Carelli                                         | Campeón de 100% Lucha |
|        | Hip Hop Man                       | Daniel Garcilazo                                       | Campeón de Duplas de 100% Lucha, Campeón 4 x 4 de 100% Lucha                                                                                     |
|        | Huevo Gutiérrez                   | Martín Ottaviano                                       | |
|        | Johnny Wave                       | Fabián Ventoso / Luis Gómez                            | Fabián Ventoso lo interpretó en el primer torneo, Luis Gómez en el segundo, tercer y cuarto torneo.                                              |
|        | Jorge Torresi                     | Javier Guerrero                                        | |
|        | Karnak Chain                      | Juan Levy Rodríguez †                                  | |
|        | Khumo                             | Demetrio Garcilazo                                     | |
|        | Kirk Van Der Hoisen               | Matias Didiego                                         | |
|        | La Masa                           | Luis María Montanari                                   | Campeón de 100% Lucha, Campeonato Peso Pesado de 100% Lucha                                                                                      |
|        | La Masa "2"                       | Alberto Manuel Bustos                                  | |
|        | Manolo Murrieta                   | Cristian Arismendi                                     | |
|        | Mario Morán                       | Carlos Tomassoni                                       | |
|        | Mc Floyd                          | Carlos Kovacs                                          | Campeón de 100% Lucha, Campeón de Duplas de 100% Lucha                                                                                           |
|        | Megabyte Fighter                  | Demetrio Garcilazo (en repeticiones)                   | |
|        | Molok                             | Juan Enrique Arias †                                   | En el segundo torneo sería interpretado por Pablo Javier Falcon, pero a pesar de haber sido anunciado en la página web, el personaje no volvió.  |
|        | Mosca                             | Maximiliano Garcilazo                                  | |
|        | Mugre                             | Eduardo Rodríguez                                      | |
|        | Musambe Tutu                      | Jeff Aaliya                                            | |
|        | Nube Oscura                       | Raúl López                                             | |
|        | Ofidius                           | Sergio Alejandro Winkelmann                            | |
|        | Ricky Dragone                     | Pablo Donadio                                          | |
|        | Ron Doxon                         | Ariel Hollo                                            | |
|        | Rot Wailer                        | Gabriel Emmanuelli                                     | Campeón de Duplas de 100% Lucha |
|        | Rulo Verde                        | Sebastián Gutiérrez                                    | |
|        | Shuto Omori                       | Hugo Quiril                                            | |
|        | Sir Peter Lawrence                | Javier Guerrero / Willy Moreno Gracia                  | Javier Guerrero fue su intérprete principal, mientras que Willy García lo interpretaba en reemplazos.                                            |
|        | Sodrak                            | Pablo Más Albert / Paulo Giardina / Rubén Adrián Vasta | Pablo Más Albert lo interpretó desde el tercer al quinto torneo, y Rubén Adrián Vasta en el séptimo. Paulo Giardina lo interpretó en reemplazos. |
|        | Soldado Universal 19-43           | Rubén Adrián Vasta                                     | |
|        | Teniente Murphy (Steve Murphy)    | Pablo Más Albert                                       | Desafío de la Gente, Campeón de Duplas de 100% Lucha                                                                                             |
|        | Tito Morán                        | Marcelo "Tito" Benítez                                 | Lucha Eliminatoria de la Unificación de Títulos                                                                                                  |
|        | Tortícolis                        | Miguel Ángel Welinton                                  | |
|        | Utur Habibi                       | Luis Ferreyra                                          | |
|        | Vicente Viloni                    | Norberto Adrián Fernández                              | Campeón de 100% Lucha, Desafío Mundial |
|        | Zamor                             | Sergio Ventrone                                        | |

#### Luchadores Invitados
| Origen | Nombre         | Nombre real            | Notas                 |
| ------ | -------------- | ---------------------- | --------------------- |
|        | Assis Al Şükür | Imachi Marcelo Salomón |                       |
|        | Dick Sato      | Shigeki Sato           | Campeón de 100% Lucha |
|        | Zamudio Suárez | Erasmo Chambi          |                       |

#### Luchadoras de 100% Lucha
| Origen | Nombre        | Nombre real               |
| ------ | ------------- | ------------------------- |
|        | Laura Viloni  | Desconocido               |
|        | Monikita      | Ivanna Winter             |
|        | Diva Ramos    | Stella "Diva" Domínguez   |
|        | Lina Chang    | Pamela Galdós             |
|        | Malena Ruiz   | María Florencia Fondevila |
|        | Perpetua      | Xanadu Dillon             |
|        | Elba Carlotti | Luciana Grilli            |
|        | Trini Savage  | Xoana Winter              |

#### Equipos masculinos de 100% Lucha
| Nombre                               | Miembros                                       | Notas                              |
| ------------------------------------ | ---------------------------------------------- | ---------------------------------- |
| Balut Cuniescu & Rot Wailer          | Balut Cuniescu & Rot Wailer                    | Campeones de Duplas de 100% Lucha. |
| Beto Segovia & Ron Doxon             |                                                |                                    |
| La Dupla de Facheros                 | Chucho Baigorria & Fabrizzio Delmónico         |                                    |
| Hip Hop Man & Delivery Boy           | Hip Hop Man & Delivery Boy                     | Campeones de Duplas de 100% Lucha. |
| Dorival Santos & Ofidius             |                                                |                                    |
| El Cuarteto del Mal                  | Amundamón , Chulo , Karnak Chain , Utur Habibi |                                    |
| El Primo & Van Der Hoisen            |                                                |                                    |
| Johnny Wave & Felino                 |                                                |                                    |
| La Dupla de Gigantes                 | Gorutta Jones & La Masa                        |                                    |
| La Dupla del Pueblo                  | Musambe Tutu & Vicente Viloni                  |                                    |
| La Dupla del Terror                  | Sodrak & Cara de Máscara                       |                                    |
| Rulo Verde & Fulgencio Mejía         |                                                |                                    |
| Manolo Murrieta & Sir Peter Lawrence |                                                |                                    |
| Mario Morán & Dorival Santos         |                                                |                                    |
| Mosca & Teniente Murphy              |                                                |                                    |
| Dimitri Kazov & Mc Floyd             |                                                |                                    |
| Ofidius & Cara de Máscara            |                                                |                                    |
| Teniente Murphy & Mc Floyd           | Teniente Murphy & Mc Floyd                     | Campeones de Duplas de 100% Lucha. |
| Tito Morán & Tortícolis              |                                                |                                    |

#### Personal Secundario al Aire
| Nombre                  | Nombre real               | Notas                                                                           |
| ----------------------- | ------------------------- | ------------------------------------------------------------------------------- |
| Christian & David       | Desconocidos              | Mánagers de Hip Hop Man (2006-2008)                                             |
| Doctor Kaplan Galeno    | Sergio Kaplan             | Médico                                                                          |
| Eduardo Husni           | Eduardo Husni             | Productor / Relator/Guionista                                                   |
| El Suplente Enmascarado | Desconocido               | Luchador de reemplazo (Personaje Eliminado) (2006)                              |
| Gota Clara              | María Florencia Fondevila | Mánager de Nube Oscura (2006)                                                   |
| Gustavo Vasco           | Gustavo Vasco             | Productor                                                                       |
| Horacito                | Desconocido               | Productor (2006-2008)                                                           |
| J.J. Harrison           | Desconocido               | Mánager y Programador de Megabyte Fighter (2006)                                |
| Leo Montero             | Leo Montero               | Anunciador de ring                                                              |
| Martín Iriarte          | Martín Iriarte            | Miembro del jurado y El Doctor Calambre en dos luchas (2006)                    |
| Milo Platao             | Edmilson Santos de Sousa  | Mánager de Dorival Santos (2006-2008) y Zamudio Suárez en una sola lucha (2010) |
| Osvaldo Príncipi        | Osvaldo Príncipi          | Comentarista                                                                    |
| Rubén Peucelle †        | Rubén Peucelle †          | Mánager General / Presidente del Jurado                                         |
| Gorutitta               | Desconocido               | Fan del luchador Gorutta Jones. (2007-2010)                                     |
| Titito Moran            | Desconocido               | Hijo del luchador Tito Morán (Marcelo Benítez). (2008-2010)                     |
| Don Benitez             | Desconocido               | Patron del Luchador Delivery Boy (Paulo Giardina). (2006)                       |

#### Árbitros
| Árbitro           | Nombre real            | Notas |
| ----------------- | ---------------------- | ----- |
| Doctor Jamaica    | Jorge Hernan Quinteros |       |
| Esteban Gordillo  | Sebastián del Ponte    |       |
| Luciano Lombardi  | Luciano Rodríguez      |       |
| Profesor Lufrano  | Juan Garcilazo         |       |
| Profesor Van Goor | Eduardo González       |       |
| Rolando Cornadis  | Roberto Ipas           |       |
| Vince Antonione   | Walter Zeni            |       |

## Todos los campeonatos

### Primer Campeonato (2006)
El primer Campeonato de 100% Lucha empezó el 1 de enero de 2006. Contó con 29 luchadores inscriptos. La fase regular tuvo 35 Fechas en las que los luchadores peleaban para obtener puntos y con ellos clasificar a los Play-Off, clasificaron los 10 mejores posicionados. En los Play-Off se usó un sistema de Liga donde el luchador que más puntos obtenga sería el campeón, tanto La Masa como Vicente Viloni obtuvieron la misma cantidad de puntos. Se realizó una lucha a modo de desempate, la cual ganó Viloni consagrándose como Campeón de Primer Torneo de 100% Lucha, ganado así La Mancuerna Dorada.

### Segundo Campeonato (2006-2007)
El segundo Campeonato comenzó el 16 de octubre de 2006 y mostró algunas diferencias considerables con el primero. La más notable fue la introducción de nuevos luchadores. Los más populares fueron: Musambe Tutu, Dorival Santos y Gorutta Jones; otros cambios fueron el acortamiento del torneo (28 fechas frente a las 35 del anterior) y el cambio de Árbitros ya que el Doctor Jamaica fue reemplazado por Vince Antonione. A diferencia del torneo anterior se clasificaron 16 luchadores a los Play-Off y el sistema de eliminación fue remplazado por una eliminación directa; tras las primeras fases de los Play-Off los 4 semifinalistas fueron: Viloni, La Masa, Mc Floyd y Musambe Tutu, de los cuales llegaron a la final Mc Floyd y La Masa siendo vencedor este último y consagrándose campeón, ganando El Diamante Orozco.
Otros torneos que se realizaron fueron el 1.er y 2.º torneo de duplas. En el Primer Torneo se consagraron Campeones Hip Hop Man y Brian Sánchez, mientras que en el 2.º ganaron Mc Floyd y el Tte. Murphy. Al final del Torneo se realizó la Súper 4 x 4 donde en su final se enfrentaron Hip Hop Man y Gorutta Jones, la cual la ganó el Luchador de EE. UU.

### Tercer Campeonato (2007)
El tercer Torneo Arrancó el 24 de junio de 2007 durante este torneo Gorutta Jones se impuso pero sobre el Final del Campeonato Vicente Viloni le sacó el primer lugar. Durante este Torneo se introdujeron 5 nuevos luchadores: Cara de Máscara, Sodrak, Chucho Baigorria, Tito Morán y La Mosca, no obstante otros luchadores como Rulo Verde y Mario Morán, no participaron. Durante los Play-Off se mantuvo el sistema del Torneo anterior con 16 Clasificados y la eliminación directa tras las primeras etapas los Semifinales fueron La Masa vs Mc Floyd, Vicente Viloni vs Gorutta Jones; de las cuales clasificaron Gorutta Jones y Mc Floyd y la cual ganó Gorutta Jones Ganando el Torneo y obteniendo El Bastón Luxor. Para cerrar el año se creó un Torneo especial llamado "La unificación de los Títulos" donde participaron los 3 campeones (Viloni, La Masa y Gorutta) los campeones de las duplas (Delivery Boy, Hip Hop Man, Mc Floyd y El Tte. Murphy) y los demás luchadores participaron de una pelea eliminatoria la cual ganó Tito Morán ya luego los 8 se eliminaron de la misma forma que en los Play-Off, llegando a la Final La Masa vs. Viloni y resultando vencedor Viloni coronándose así Vicente Viloni Campeón de los campeones.

### Cuarto Campeonato (2008)
El 6 de enero de 2008 comenzó el cuarto torneo en el cual si bien estaba el torneo principal se hicieron paralelo otros torneos estos
fueron: “El torneo de más de 100 kilos” el cual fue ganado por La Masa y “El Desafío Internacional” para este último se presentaron dos luchadores invitados estos fueron el Japonés Shigeki Sato y El turco Assis Al-Şükür, Sato se presentó para desafiar a Viloni por el título el cual primeramente lo venció pero Viloni lo recuperó en la revancha de este desafío, mientras que el Turco derrotó a Gorutta Jones y a Mc Floyd para en su tercera pelea enfrentó a La Masa el cual en la pelea el costarricense le rompió las piernas dejándolo fuera del torneo. Exceptuando a estos 2 Luchadores el único luchador fue el rumano Balut Cuniescu. Nuevamente se clasificaron 16 luchadores y se usó la eliminación directa en la semifinal originalmente era La Masa vs Vicente Viloni y Dimitri Kazov vs Mc Floyd, pero La Masa pidió cambiar la pelea para poder enfrentarse a Viloni en la Final quedando: La Masa vs. Mc Floyd y Dimitri Kazov vs. Viloni; La Masa perdió y Viloni ganó contra Dimitri siendo la final, Viloni vs. Mc Floyd. Durante esta pelea se pelearon en la vía pública y en obras de construcción, al final Mc Floyd cubrió a Viloni en el último segundo y se coronó campeón y obtuvo Las Fauces de Salaman.
Durante fines de julio y hasta comienzos de octubre se realizó el 3° Torneo de Duplas donde fue un sistema de “Todos Contra Todos” similar al Primer Torneo, son Cuatro de las 11 Duplas anotadas. Obtuvieron 18 Puntos para esto las Cuatro se enfrentaron una Semifinal y posteriormente una final la cual fue “Rot Wailer & Balut Cuniescu Vs.  La Masa & Gorutta Jones” la que ganaron el Rumano y el Hombre Perro.

### Quinto Campeonato (2008)
El Quinto Torneo empezó tras finalizar el 3° Torneo de Duplas uno de los cambios más notorios fue el cambio de la Wrestling Machine por el Desafío Extremo algunos de ellos fueron: La lucha Martillo, La lucha a Ciegas, Etc. La diferencia de este Torneo también fue que fue el Único Torneo en no tener Play-Off, el puntero de la tabla el Campeón el Cual fue Vicente Viloni con 14 Puntos consagrándose por tercera vez Campeón del Programa y obteniendo Los Grilletes de Maximus, 2 Luchadores nuevos se añadieron al Roster de luchadores los cuales fueron El Huevo Gutiérrez y el Burro Santillana y otros Como Manolo Murrieta, Felino, Beto Segovia y Sir Peter Lawrence se fueron del programa.

### Sexto Campeonato (2009)
En el campeonato se notaron varios cambios los principales fueron la salida de Varios Luchadores (Mc Floyd, Tortícolis, El Tte. Murphy, Chucho Baigorria, Brian Sánchez, entre otros) y la aparición de otros nuevos como: Mugre, Ricky Dragone, El Fiscal Brunetti y El Primo; como la reaparición de Ofidius. La revelación de Torneo fue El Primo quien convirtió en el principal de Viloni (por ser su primo) para los Play-Off se realizó un repechaje para un puesto en la Semifinal el cual ganó El Primo tras Vencer al Burro Santillana durante una Wrestling Machine de a 2 entre La Masa y Gorutta Jones contra Hip Hop Man y Dorival Santos este último no se presentó y aunque debía ser reemplazado por Ricky Dragone esto no se realizó. Hip Hop Man fue derrotado por los 2 Clasificando Gorutta y La Masa a la semifinal la última pelea fue entre Viloni y Balut Cuniescu la cual ganó Viloni las Semifinales fueron "Viloni vs Gorutta" (ganó Viloni) y "La Masa vs El Primo" (ganó El Primo) ya en la final Viloni dominó el combate pero tras unos malos movimientos y las trampas del primo este se pudo consagrar Campeón y obteniendo La Lanza de Amtraj, según sus propias palabras su único objetivo era "Ver llorar a su primo (Viloni) porque perdió y él ganó lo que era de él". El último programa fue un especial con algunas peleas clásicas como "Hip Hop vs La Mosca" y "La Masa & Gorutta vs Vicente Viloni & Dorival".

### Séptimo Campeonato (2010)
El Torneo 2010 comenzó en mayo de ese año; en este torneo más luchadores abandonaron el Roster estos fueron: Fabrizzio Delmónico, Rot Wailer y Ofidius. Pero a su vez se introdujeron otros nuevos luchadores los más populares fueron: El Pibe Alfajor, Babosón, Van der Hoisen y el uruguayo "Boca de Lata"; otro nuevo elemento fue la Lucha Femenina donde participaron 8 luchadoras las más conocidas fueron: Monikita la Muñequita Bonita, La Prima, Lina Chang, Trini Savage The Jaguar Girl, entre otras. Durante septiembre de ese año realizó el show "100% Lucha 200 x 200", donde reaparecieron exluchadores como Sir Peter Lawrence, Jorge Torresi, Shuto Omori y Sodrak. Hacia el final del programa se produjo un cambio en el luchador que caracterizaba a La Masa siendo Luis María Montanari (actor original) despedido (sin aparente motivo) y remplazado por otro actor más corpulento y con tatuajes. El principal suceso de esta temporada y el cual fue sorpresivo era el retiro de Vicente Viloni, otra cosa que variaron fueron los Play-Off donde Clasificaron 12 Luchadores y de ellos 3 Clasificaron a la final (El Primo, Balut Cuniescu y Vicente Viloni) final la cual terminó ganando el Rumano obteniendo El Dragón de Quianlong pero a pesar de esto le dio una revancha (por el honor) la cual ganó Viloni y cerrando así el 12 de diciembre del 2010.

## Campeonatos

#### Campeonatos Oficiales
| Nombre                                | Nombre real                 | Notas |
| ------------------------------------- | --------------------------- | --- |
| Campeonato de Campeones de 100% Lucha | Balut Cuniescu              | Después de ganar el título, el luchador Vicente Viloni le propuso una revancha en el evento no televisado “100% lucha: La Despedida” en el Luna Park, una maniobra del luchador para arrebatarle el título, algo que el campeón Balut Cuniescu rechazó totalmente; sin embargo, Vicente Viloni le propuso una revancha por el honor, algo que sí aceptó Balut, pelea donde ganaría Vicente Viloni; sin embargo, Balut Cuniescu se quedaría para siempre con el título tras la cancelación del programa. |
| Campeonato de Parejas de 100% Lucha   | Balut Cuniescu & Rot Wailer | El título quedó vacante tras la salida del Luchador Rotwailer del programa. |

#### Torneos Especiales
| Nombre                               | Nombre real     | Notas |
| ------------------------------------ | --------------- | --- |
| Campeonato Peso Pesado de 100% Lucha | La Masa         | El peso mínimo de los contendientes debía ser mayor a 100 Kg. Cara de Máscara había ganado el campeonato pero fue descalificado por usar pesas para aumentar su peso                                                                         |
| Campeonato 4x4                       | Hip Hop Man     | |
| Campeonato del Público               | Teniente Murphy | Derrotó a Mosca en una lucha donde desde el ejército de los Estados Unidos dijieron que si quería regresar a su país, primero debería traer un título después de su deserción militar (Kayfabe), siendo esta su última lucha en el programa. |
| Campeonato Unificado                 | Vicente Viloni  | Torneo en el que solo participaron excampeones del Campeonato de 100% Lucha |
| Desafío Mundial                      | Vicente Viloni  | Derrotó a Dick Sato en la revancha de una lucha previa ganada por el japonés |

#### Trofeos Especiales por Campeonato
| Nombre               | Nombre real    | Notas |
| -------------------- | -------------- | --- |
| Mancuerna Dorada     | Vicente Viloni | Venció a La Masa en la final de la primera temporada |
| Diamante Orozco      | La Masa        | Venció a Mc Floyd en la segunda final |
| Bastón Luxor         | Gorutta Jones  | Venció a Mc Floyd en la tercera final |
| Fauces de Salaman    | Mc Floyd       | Venció a Vicente Viloni en la cuarta final (además apostaron Guitarra vs. Espada y Mc Floyd ganó la guitarra de Viloni pero Mc Floyd después de ganar se la rompió). |
| Grilletes de Maximus | Vicente Viloni | Venció a La Masa en la quinta final |
| Lanza de Amtraj      | El Primo       | Venció a Viloni en la sexta final (el primo destruye la lanza de amtraj en medio el combate)                                                                         |
| Dragón de Quianlong  | Balut Cuniescu | Venció a Vicente Viloni y al Primo en una Triple Amenaza por la séptima final                                                                                        |

## Resumen de ediciones
| Temp.                  | Año(s)                  | Canal | N.º            | Campeón        | Subcampeón      | 3.er puesto     | 4.er puesto  |
| ---------------------- | ----------------------- | ----- | -------------- | -------------- | --------------- | --------------- | ------------ |
| 1                      | 2006                    |       | 29             | Vicente Viloni | La Masa         | Teniente Murphy | Delivery Boy |
| 2                      | 2006-2007               | 26    | La Masa        | Mc Floyd       | Vicente Viloni  | Musambe Tutu    |              |
| 3                      | 2007                    | 25    | Gorutta Jones  | Mc Floyd       | Vicente Viloni  | La Masa         |              |
| Unificación de Títulos | 2007                    | 19    | Vicente Viloni | La Masa        | Teniente Murphy | Delivery Boy    |              |
| 4                      | 2008                    | 27    | Mc Floyd       | Vicente Viloni | La Masa         | Dimitri Kazov   |              |
| 5                      | 2008                    | 23    | Vicente Viloni | La Masa        | Cara de Máscara | Teniente Murphy |              |
| 6                      | 2009                    | 19    | El Primo       | Vicente Viloni | Gorutta Jones   | La Masa         |              |
| 7                      | 2010                    | 34    | Balut Cuniescu | Vicente Viloni | El Primo        | Gorutta Jones   |              |
| 8                      | 2011 (Torneo Cancelado) | 24    |                |                |                 |                 |              |

## Temporadas

### Primera temporada: 2006
La primera temporada de comenzó a emitirse el 1° de enero de 2006 y finalizó el 24 de septiembre de 2006. tiendo como ganador a  Vicente Viloni luego de vencer a  La Masa en la final.
| Clasificación | Luchador        | Fase Regular | Play-Offs | Total | Resultado  |
| ------------- | --------------- | ------------ | --------- | ----- | ---------- |
| 1             | Vicente Viloni  | 52           | 13        | 65    | Campeón    |
| 2             | La Masa         | 54           | 10        | 64    | Subcampeón |
| 3             | Teniente Murphy | 50           | 7         | 57    | Tercero    |
| 4             | Delivery Boy    | 51           | 3         | 54    | Cuarto     |

### Segunda temporada: 2006-2007
La segunda temporada comenzó a emitirse el 15 de octubre de 2006 y finalizó el 17 de junio de 2007 teniendo como ganador a  La Masa luego de vencer a  Mc Floyd en la final.
| Clasificación | Luchador       | Fase Regular | Play-Offs | Total | Resultado  |
| ------------- | -------------- | ------------ | --------- | ----- | ---------- |
| 1             | La Masa        | 48           | 12        | 60    | Campeón    |
| 2             | Mc Floyd       | 32           | 9         | 41    | Subcampeón |
| 3             | Vicente Viloni | 46           | 6         | 52    | Tercero    |
| 4             | Musambe Tutu   | 30           | 6         | 36    | Cuarto     |

### Tercera temporada: 2007
La segunda temporada comenzó a emitirse el 24 de julio de 2007 y finalizó el 23 de diciembre de 2007 teniendo como ganador a  Gorutta Jones luego de vencer a  Mc Floyd en la final.
| Clasificación | Luchador       | Fase Regular | Play-Offs | Total | Resultado  |
| ------------- | -------------- | ------------ | --------- | ----- | ---------- |
| 1             | Gorutta Jones  | 30           | 12        | 42    | Campeón    |
| 2             | Mc Floyd       | 11           | 9         | 20    | Subcampeón |
| 3             | Vicente Viloni | 31           | 6         | 37    | Tercero    |
| 4             | La Masa        | 20           | 6         | 28    | Cuarto     |

### 100% Lucha: Unificación de Títulos
la primera presentación de 100% Lucha en el Luna Park, un evento de lucha libre profesional. Tuvo lugar el 30 de diciembre del 2007, desde el estadio Luna Park, en Capital Federal, Argentina.
| Clasificación | Luchador        | Fase Final | Eliminación | Total | Resultado  |
| ------------- | --------------- | ---------- | ----------- | ----- | ---------- |
| 1             | Vicente Viloni  | 9          |             | 9     | Campeón    |
| 2             | La Masa         | 6          |             | 6     | Subcampeón |
| 3             | Teniente Murphy | 3          |             | 3     | Tercero    |
| 4             | Delivery Boy    | 3          |             | 3     | Cuarto     |

### Cuarta temporada: 2008
La cuarta temporada comenzó a emitirse el 6 de enero de 2008 y finalizó el 12 de octubre de 2008 teniendo como ganador a  Mc Floyd luego de vencer a  Vicente Viloni en la final.
| Clasificación | Luchador       | Fase Regular | Play-Offs | Total | Resultado  |
| ------------- | -------------- | ------------ | --------- | ----- | ---------- |
| 1             | Mc Floyd       | 28           | 12        | 40    | Campeón    |
| 2             | Vicente Viloni | 22           | 9         | 31    | Subcampeón |
| 3             | La Masa        | 32           | 6         | 38    | Tercero    |
| 4             | Dimitri Kazov  | 14           | 6         | 20    | Cuarto     |

### Quinta temporada: 2008
La quinta temporada comenzó a emitirse el 19 de octubre de 2008 y finalizó el 7 de diciembre de 2008 teniendo como ganador a  Vicente Viloni luego de vencer a  La Masa en el último programa.
| Clasificación | Luchador        | Total | Resultado  |
| ------------- | --------------- | ----- | ---------- |
| 1             | Vicente Viloni  | 17    | Campeón    |
| 2             | La Masa         | 10    | Subcampeón |
| 3             | Cara de Máscara | 9     | Tercero    |
| 4             | Teniente Murphy | 7     | Cuarto     |

### Sexta temporada: 2009
La sexta temporada comenzó 1 de noviembre de 2009 y finalizó el 3 de enero de 2010 teniendo como ganador a  El Primo luego de vencer a  Vicente Viloni en la final.
| Clasificación | Luchador       | Fase Regular | Play-Offs | Total | Resultado  |
| ------------- | -------------- | ------------ | --------- | ----- | ---------- |
| 1             | El Primo       | 6            | 12        | 18    | Campeón    |
| 2             | Vicente Viloni | 9            | 6         | 15    | Subcampeón |
| 3             | Gorutta Jones  | 9            | 3         | 12    | Tercero    |
| 4             | La Masa        | 9            | 3         | 12    | Cuarto     |

### Séptima temporada: 2010
La séptima temporada comenzó 23 de mayo de 2010 y finalizó el 5 de diciembre de 2010 teniendo como ganador a  Balut Cuniescu luego de vencer a  El Primo y  Vicente Viloni en la final.
| Clasificación | Luchador       | Fase Regular | Play-Offs | Total | Resultado  |
| ------------- | -------------- | ------------ | --------- | ----- | ---------- |
| 1             | Balut Cuniescu | 35           | 9         | 44    | Campeón    |
| 2             | Vicente Viloni | 33           | 6         | 39    | Subcampeón |
| 3             | El Primo       | 21           | 6         | 27    | Tercero    |
| 4             | Gorutta Jones  | 23           | 3         | 26    | Cuarto     |

### Octava temporada: 2011
Durante enero y febrero de 2011 en la página web de 100% Lucha se reveló que el programa se renombraría a “Factor Lucha” (algo que finalmente no prosperó) sumado con algunas giras alrededor de argentina, mostrando así el nuevo Cast/Roster de Luchadores donde se pudo ver que regresarían Sir Peter Lawrence, Jorge Torresi y Shuto Omori y el único cambio fue la Salida del Retirado Vicente Viloni y del luchador Uruguayo Boca de Lata,también La renuncia del conductor Leo Montero en marzo del 2011,se mostró como estaría conformado el Torneo Femenino con sistema de Playoffs, y un posible regreso del luchador Mc Floyd con intención de volver (posible kaybafe) según se anunció en la página web,sin embargo y a pesar de esto durante los primeros días de marzo se anunció el fin del programa.
| Clasificación | Luchador | Fase Regular | Play-Offs | Total | Resultado |
| ------------- | -------- | ------------ | --------- | ----- | --------- |

## Intento de compra por parte de WWE
En octubre de 2007 la página de 100% lucha subió una noticia titulada: La WWE en 100% Lucha. En la misma se mostraba una foto de Shane McMahon y Carl de Marco (Presidente de WWE Canadá) junto a los productores de 100% lucha y Leo Montero. En el encabezado de la noticia le leía lo siguiente:
Nos ha honrado con su visita el presidente de la WWE Carl De Marco y del Vice presidente Shane Mcmahon, también un gran luchador de la liga profesional de los Estados Unidos. Vinieron acompañados por otras autoridades de la WWE como el Sr. Molina, y vieron la grabación de 100 % Lucha, mostrándose interesados en todo lo que sucedía en el Estudio Estadio de Telefe.
Shane McMahon y otros productores de la WWE, junto a los luchadores John Cena y Melina, había estado de visita por Argentina en un intento de publicitar Raw y Smackdown, los cuales tenían baja audiencia en esa parte del continente, incluso se presentaron en el programa local La Mañana del Nueve.
100% lucha llegaba a triplicar los rátings de la WWE, lo que causó que la empresa empezara a verlos como una competencia y posible salida para el mercado latinoamericano en caso de alguna alianza o adquisición de la misma.
Shane Mcmahon visitó el backstage de 100% Lucha y propuso a Eduardo Husni para comprar la franquicia y hacerla parte de WWE como una alternativa para el público infantil. El intento de compra no prosperó por presión de Endemol y Telefe. Este intento de compra no se hizo público hasta mucho después de terminado el programa, cuando diferentes luchadores y Eduardo Husni empezaron a hablar al respecto en diferentes entrevistas.

## Películas
| Prod. n.º | Título                           | Dirigido por             | Estreno en Argentina |
| --------- | -------------------------------- | ------------------------ | -------------------- |
| 1         | 100% lucha, la película          | Juan Iribas              | 24 de julio de 2008  |
| 2         | 100% lucha, el amo de los clones | Pablo Parés, Paulo Soria | 16 de julio de 2009  |

## Premios y nominaciones
| Lista de premios y nominaciones | Lista de premios y nominaciones | Lista de premios y nominaciones      | Lista de premios y nominaciones | Lista de premios y nominaciones | Lista de premios y nominaciones |
| Año                             | Ceremonia de premiación         | Categoría                            | Nominado/a (s)                  |                                 |                                 |
| ------------------------------- | ------------------------------- | ------------------------------------ | ------------------------------- | ------------------------------- | ------------------------------- |
| 2006                            | Premios Martín Fierro           | Mejor programa infantil/juvenil      | 100% Lucha                      |                                 |                                 |
| 2007                            | Premios Martín Fierro           | Mejor programa infantil/juvenil      | 100% Lucha                      |                                 |                                 |
| 2008                            | Premios Martín Fierro           | Mejor programa infantil/juvenil      | 100% Lucha                      |                                 |                                 |
| 2009                            | Premios Martín Fierro           | Mejor programa infantil/juvenil      | 100% Lucha                      |                                 |                                 |
| 2010                            | Premios Martín Fierro           | Mejor conducción/animación masculino | Leo Montero                     |                                 |                                 |

## Palmarés de 100% Lucha

### Campeonato de Campeones de 100% Lucha
| Edición                | Fecha     | Ganador        | Subcampeón     | Tercero         | Cuarto          |
| ---------------------- | --------- | -------------- | -------------- | --------------- | --------------- |
| 100% Lucha             | 2006      | Vicente Viloni | La Masa        | Teniente Murphy | Delivery Boy    |
| 100% Lucha             | 2006-2007 | La Masa        | Mc Floyd       | Vicente Viloni  | Musambe Tutu    |
| 100% Lucha             | 2007      | Gorutta Jones  | Mc Floyd       | Vicente Viloni  | La Masa         |
| Unificación de Títulos | 2007      | Vicente Viloni | La Masa        | Teniente Murphy | Delivery Boy    |
| 100% Lucha             | 2008      | Dick Sato      | Vicente Viloni | Hip Hop Man     |                 |
| 100% Lucha             | 2008      | Vicente Viloni | Dick Sato      |                 |                 |
| 100% Lucha             | 2008      | Mc Floyd       | Vicente Viloni | La Masa         | Dimitri Kazov   |
| 100% Lucha             | 2008      | Vicente Viloni | La Masa        | Cara de Máscara | Teniente Murphy |
| 100% Lucha             | 2009      | El Primo       | Vicente Viloni | Gorutta Jones   | La Masa         |
| 100% Lucha             | 2010      | Balut Cuniescu | Vicente Viloni | El Primo        | Gorutta Jones   |

### Campeonato de Parejas de 100% Lucha
| Edición    | Fecha | Ganadores                   | Subcampeones                 | Terceros                      | Cuartos                  |
| ---------- | ----- | --------------------------- | ---------------------------- | ----------------------------- | ------------------------ |
| 100% Lucha | 2006  | Delivery Boy & Hip Hop Man  | Mario Morán & Dorival Santos | Felino & Musambe Tutu         | Khumo & Teniente Murphy  |
| 100% Lucha | 2007  | Teniente Murphy & Mc Floyd  | Delivery Boy & Hip Hop Man   | Musambe Tutu & Vicente Viloni | Rot Wailler & Tortícolis |
| 100% Lucha | 2008  | Balut Cuniescu & Rot Wailer | Gorutta Jones & La Masa      | Musambe Tutu & Vicente Viloni | Sodrak & Cara de Máscara |

## Controversias

### Salida de La Masa
A mediados del 2010, Luis María Montanari, quien interpretaba al personaje de La Masa, fue desvinculado del programada sin razón aparente. Para explicar su ausencia, durante uno de los programas se presentó una serie de vídeos donde se veía al tomando alcohol en la calle, haciéndose tatuajes y agrediendo a una señora.
Luis María Montanari se presentó durante el programa Intrusos y aclaró que dichos vídeos fueron hechos por otro actor, y que había sido despedido sin razón. La producción del programa se defendió aclarando que Montanari había sido despedido por realizar presentaciones no autorizadas como La Masa, siendo que el personaje era propiedad de Endemol. La Masa empezó a ser interpretado por otro luchador, Alberto Manuel Bustos, por el resto del ciclo 2010.

### Demanda del Luchador Chucho Baigorria
En febrero de 2017, la cámara de apelaciones confirmó un fallo judicial según el cual la productora Endemol fue sancionada a pagar una indemnización de ARS 1 300 000 más intereses al actor que representaba en su momento a Chucho Baigorria (Fabián González) por un accidente que sufrió arriba del ring durante una gira. La Justicia consideró que circunstancias como la falta de elementos de protección y las condiciones del ring convirtieron al trabajo en una actividad de riesgo.